# Lepisosteiformes
Ordre
Synonymes
Semionotiformes selon ITIS
Classification phylogénétique
- Ostéichthyens
  - Actinoptérygiens
    - Cladistiens
    - Actinoptères
      - Chondrostéens
      - Néoptérygiens
        - Halécostomes
          - Halécomorphes
          - Téléostéens

        - Ginglymodes

  - Sarcoptérygiens

Les Lépisostéiformes (Lepisosteiformes) sont un ordre de poissons de la classe des Actinoptérygiens. L'ITIS place la famille des Lepisosteidés au sein de l'ordre Semionotiformes, qui pour TPDB est un ordre éteint, comportant les familles des Dapediidae, des Acentrophoridae et des Semionotidae.

## Liste des genres
Selon FishBase, ITIS et World Register of Marine Species (2 mai 2016) :
- ordre Lepisosteiformes (aussi Semionotiformes pour ITIS)
  - famille Lepisosteidae Bonaparte, 1835 -- « Brochets crocodiles »
    - genre Atractosteus Rafinesque, 1820
    - genre Lepisosteus Lacepède, 1803
    - genre †Obaichthys (inconnu d'ITIS)
    - genre †Oniichthys (inconnu d'ITIS)

### Lepisosteiformes
- (en) WoRMS : Lepisosteiformes (+ liste familles + liste genres)
- (en) Paleobiology Database : Lepisosteiformes Hay 1929
- (en + fr) FishBase : ordre Lepisosteiformes   (+ traduction)
- (fr + en) ITIS : Lepisosteiformes
- (en) Tree of Life Web Project : Lepisosteiformes
- (en) Animal Diversity Web : Lepisosteiformes
- (en) BioLib : Lepisosteiformes Hay, 1929
- (en) Catalogue of Life : Lepisosteiformes (consulté le 11 décembre 2020)
- (en) NCBI : Lepisosteiformes (taxons inclus)

### Semionotiformes
- (fr + en) ITIS : Semionotiformes
- (en) NCBI : Semionotiformes (taxons inclus)

1. ↑  World Register of Marine Species, consulté le 2 mai 2016.